# エトニタゼピプン
エトニタゼピプン（英：Etonitazepipne、N-piperidino etonitazene）は、モルヒネの約100倍強力なオピオイド作用を持つベンズイミダゾール誘導体であり、デザイナードラッグとしてインターネット上で販売されている。